# Czasza (wieś)
Czasza (biał. Чаша; ros. Чаша) – wieś na Białorusi, w obwodzie mińskim, w rejonie kleckim, w sielsowiecie Hrycewicze.
W dwudziestoleciu międzywojennym leżała w Polsce, w województwie nowogródzkim, w powiecie nieświeskim.